# Coll de Lilla
El coll de Lilla, de vegades anomenat coll de l'Illa, és un dels passos naturals entre l'Alt Camp i la Conca de Barberà que permet creuar la serra de Miramar. Utilitzat ja en època romana, per a unir Tàrraco i Ilerda, actualment hi passa la carretera N-240 (Tarragona - Bilbao). Amb una altitud de 593,4 metres, rep el nom de la pedania de Lilla (Montblanc), que és en el seu costat de ponent.
Després de quinze anys d'obres s'inaugura a finals de l'any 2023 un túnel com part de l'autovia A-27. Amb més d'un quilòmetre travessa la serralada i evita el pas pel coll.